# ملائكة البحر
ملائكة البحر (الإسم العلمي: Gymnosomata) هي فرع حيوي ضمن مجموعة كبيرة من الرخويات البحرية الصغيرة للغاية، تتبع متباينات الخيشوم. لا ينبغي الخلط بينها وبين اللاسعات (قنديل البحر وغيرها من الكائنات المماثلة)، تتبعها ست فصائل مختلفة. . يُشار سابقًا إليها على أنها نوع من جناحيات الأرجل.
تشير البيانات الجزيئية الحديثة إلى أن ملائكة البحر تشكل مجموعة شقيقة لفراشة البحر، لكن هذه الفرضية طويلة الأمد كان لها أيضًا بعض المنتقدين مؤخرًا. تعود أحافير المجموعة إلى المرحلة الفراسنية الوسطى من العصر الديفوني المتأخر.

## الوصف
في هذا الفرع، تطورت سفح بطني الأقدام إلى أطراف ترفرف شبيهة بالجناح (قدم جانبية) وتتخلص ملائكة البحر اليرقية من قذائفها الجنينية بعد أيام قليلة من الفقس. كلا التكييفين يتناسبان مع حياتهم المحيطية الخالية من السباحة. الاسم العلمي للنظام: من اليونانية gymnos التي تعني «عارية» وsoma تعني «الجسد».
ملائكة البحر هلامية، وفي الغالب شفافة، وصغيرة جدًا، ويصل أكبر أنواعها إلى 5 سم حيث هي قطبية. أما تلك الأنواع الأخرى الموجودة في المياه الدافئة أصغر بكثير. تتغذى بعض أنواع ملائكة البحر حصرًا على فراشات البحر؛ الملائكة لها أفواه ذات مبارد مشتركة للرخويات، ولوامس للإمساك بفرائسها، وأحيانًا مع مصاصات شبيهة برأسيات القدم. من خلال تجديف «أجنحتها» ذهابًا وإيابًا بدرجة 1-3 هرتز، تسبح ملائكة البحر بسرعة تصل إلى 100 مـم/ثا (0.22 ميل/س) . ويعتبر حوالي ضعف سرعة فرائسهم.
بعض أنواع ملائكة البحر تدافع عن نفسها من الحيوانات المفترسة عن طريق تخليق جزيء من إفراز معين.
مثل العديد من بطنيات الأقدام، تعتبر ملائكة البحر خنثى متزامنة مع إخصاب داخلي. يطلق الحيوان المخصب فيما بعد كتلة بيضة هلامية، ويطفو البيض بحرية حتى يفقس. تُفقد قذائفها الجنينية في غضون الأيام القليلة الأولى بعد الفقس.

## التطوير
تتجاهل ملائكة البحر قذائفها عند الاستحالة، مع قطع العضلات الضامة وفقدان القشرة. وبالتالي، فإن المجموعة لا تفتقر حقًا إلى الصدفة.

## توزيع

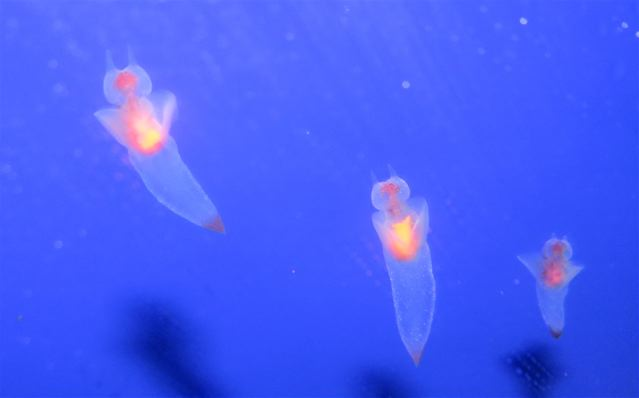
ملائكة البحر في المياه الاسترالية

هذه الكائنات لها نطاق جغرافي واسع، من المناطق القطبية، تحت الجليد البحري، إلى البحار الاستوائية.

## السلوك
ملائكة البحر هي آكلة للحوم، تتغذى فقط على فراشات البحر. وتتطور نمط حياتها مع أنماط حياة فرائسها.
استراتيجيات الصيد الخاصة بها متغيرة. بعض الأنواع كائنات مفترسة تجلس وتنتظر فريستها؛ بينما يلاحق الأنواع الأخرى فرائسهم بنشاط؛ يرتبط معدل الأيض لديهم ارتباطًا وثيقًا بمستوى فرائسهم. والتي تتعرف عليها عن طريق اللمس والإمساك باستخدام مخاريطها الشدقية الماصة أحيانًا.

## التصنيف
في التصنيف الجديد لـ Bouchet &amp; Rocroi ، تم ترتيب فرع ملائكة البحر على النحو التالي:
- فصيلة عليا Clionoidea :
  - فصيلة Clionidae
  - فصيلة Cliopsidae
  - فصيلة Notobranchaeidae
  - فصيلة الالتهاب الرئوي
- فصيلة عليا Hydromyloidea :
  - فصيلة Hydromylidae
  - فصيلة Laginiopsidae